# Antonio Gualtieri
Antonio Gualtieri (* um 1580, genaue Geburtsdaten unbekannt; † im Dezember 1649 oder Januar 1650 in Venedig) war ein italienischer Komponist des Barock.

## Leben
Antonio Gualtieris Geburtsdatum und Geburtsort ist nicht bekannt. Seine musikalische Ausbildung erhielt er wahrscheinlich in Padua als Schüler von  Giovanni Battista Mosto (1550–1596) und Costanzo Porta (1528–1601), die zwischen 1580 und 1598 maestri di capella an der Kathedrale von Padua waren. Vor 1604 stand er in Rovigo als Musiker im Dienst von Gasparo Campo (1557–1629), dem Gründer der Accademia dei concordi in Rovigo. 
1604 erschienen seine  Motecta octonis vocibus liber primus im Druck, die er dem Bischof von Padua, Marco Corner, in der Hoffnung auf eine Anstellung an der Kathedrale widmete. 
Ab 1608 bekleidete er das Amt eines maestro di cappella an der Kollegiatkirche und dem Santuario delle Sette Chiese in Monselice. Im gleichen Jahr kamen seine Amorosi diletti, eine Sammlung von weltlichen Kanzonen für drei Singstimmen heraus, die er seinem Gönner  Gasparo Campo widmete. 
1637 wurde er als maestro di coro an das Seminar von San Antonin di Castello in Venedig berufen, wo der Sängernachwuchs für den Markusdom ausgebildet wurde. Während dieser Zeit unterrichtete er ebenfalls als maestro di coro bis 1649 die Schülerinnen des Ospedale della Pietà im Gesang.

## Werke
- Motecta octonis vocibus liber primus, 1604
- Motecta duabus vocibus, liber primus, 1611
- Il secondo libro de’ mottetti a una e due voci… con li salmi a tre voci, op. 5, 1612
- Il secondo libro de’ madrigali a cinque voci, op. 6, 1613
- Madrigali concertati a una, due e tre voci, op. 8, 1625
- Il primo libro di Mottetti a otto voci, Venedig 1604
- I Mottetti ad una, doi, tre & quattro voci con le littanie della B. Vergine, libro III, op. 10, Venedig 1630